# Le Fantôme des Noëls passés
Le Fantôme des Noëls passés (A Christmas Carol) est l'épisode spécial de Noël entamant la sixième saison de la deuxième série de la série télévisée britannique de science-fiction Doctor Who. L'épisode est inspiré d'Un chant de Noël de Charles Dickens, transplanté sur une autre planète.

## Résumé
Amy et Rory, qui sont en pleine lune de miel, sont passagers à bord d'un croiseur spatial avec 4 000 autres passagers. Celui-ci est en perte de contrôle et plonge dans l'atmosphère d'une planète colonisée qui est voilée d'un système de nuages qui sont contrôlés par un mât énergétique sur la planète. Le Docteur, alerté par un signal de détresse émis par Amy, pose le TARDIS sur la planète et essaie de convaincre le vieil avare Kazran Sardick de permettre l'atterrissage du vaisseau en coupant le système de contrôle des nuages. Ces contrôles sont conçus pour ne répondre qu'à Kazran, mais celui-ci refuse. Kazran, comme son père, considère le reste de la population de la planète comme du bétail et se soucie des vies à bord du croiseur comme d'une guigne. Alors que le Docteur arrive, Kazran vient de refuser de libérer une jeune femme, Abigail, de son stockage cryogénique, ce qui lui était demandé par la famille de la sœur de la jeune femme. Constatant que son père a eu une influence importante sur la vie de Kazran, le Docteur imagine un plan basé sur Un Chant de Noël de Charles Dickens afin de rendre meilleur le Kazran du passé et du présent et qu'il accepte d'utiliser le système de contrôle du mât, et permette au croiseur de se poser en sûreté.
Le Docteur rend donc visite au jeune Kazran peu de temps après que son père l'a frappé pour avoir essayé de réaliser une expérience sur un des phénomènes les plus curieux de la planète : la capacité qu'ont toutes sortes de poissons de nager dans son atmosphère brumeuse. Le Docteur comprend que les particules de glace qui forment les nuages contiennent une faible charge électrique qui permet aux poissons de nager, et que c'est ce même effet qui menace le vol du croiseur. Cependant, en menant leur expérience avec un poisson, le Docteur et le jeune Kazran sont attaqués par un requin qui avale le tournevis sonique du Docteur. Le Docteur en récupère une moitié, mais ce faisant il blesse le requin de telle sorte que l'animal est incapable de retourner nager dans les nuages. Le Docteur constate que le requin, une femelle, peut être ramené dans les nuages en toute sécurité si elle est transportée dans une espèce de conteneur. Le jeune Kazran amène donc le Docteur dans la salle de congélation cryogénique de son père, où celui-ci stocke les membres des familles qui lui ont été laissés en garantie sur l'argent qu'il prête. Le Docteur libère Abigail et la présente à Kazran ; le chant d'Abigail paraît calmer le requin, un autre effet du champ magnétique de la planète. Tous trois parviennent à reconduire le requin dans les nuages. Avant de retourner Abigail à son conteneur de stockage, Kazran promet que le Docteur et lui reviendront chaque année pour fêter la veille de Noël avec Abigail. Le Docteur tient parole, voyageant par intervalles d'un an pour réunir Kazran et Abigail, et observant qu'une idylle se noue entre les deux après que Kazran est présenté à la famille de la jeune femme. Hélas, après plusieurs soirées de Noël, Abigail révèle à Kazran qu'elle ne peut survivre qu'un jour de plus à l'extérieur du conteneur, et Kazran décide de mettre fin à la tradition, la laissant indéfiniment en stockage cryogénique. Le Docteur laisse la moitié restante de son tournevis sonique à Kazran pour l'appeler s'il a besoin de lui. Bien que cette vie réécrite ait donné au vieux Kazran beaucoup de nouveaux souvenirs, il refuse toujours de transmettre le contrôle du mât, le cœur brisé par le sort d'Abigail.
Amy apparaît au vieux Kazran sous la forme d'un hologramme. Elle montre à Kazran les passagers du croiseur condamné, qui sont en train d'entonner des chants de Noël dans l'espoir d'utiliser les vibrations musicales pour stabiliser partiellement le vaisseau au sein du système nuageux, de la même façon qu'Abigail avait été capable d'utiliser le même phénomène pour calmer le requin. Kazran chasse les hologrammes, continuant à refuser de remettre les contrôles. Alors le Docteur réapparaît et essaie de montrer à Kazran son futur. Kazran concède qu'il mourra seul et qu'il accorde plus de valeur au seul jour qui lui reste avec Abigail qu'aux milliers de vies à bord du croiseur ou qu'à la population de la planète. À l'insu de Kazran, le Docteur a amené le jeune Kazran dans le futur, et celui-ci est choqué de réaliser ce qu'est devenu son alter ego âgé. Cela finalement fait changer le vieux Kazran, et il accepte de libérer les contrôles du mât, mais ils découvrent que les interventions du Docteur ont modifié suffisamment la bio-signature de Kazran pour que le système ne le reconnaisse plus et ne réponde plus à ses commandes.
Le Docteur imagine un nouveau plan : en sortant Abigail de son stockage et en la faisant chanter dans la moitié brisée du tournevis sonique, l'autre morceau resté dans le requin devrait être capable de faire résonner la glace et briser le système de nuages, permettant ainsi au croiseur d'atterrir en sécurité. Kazran, conscient qu'Abigail mourra le lendemain, la libère, et Abigail le réconforte, lui rappelant qu'ils ont eu tant de veilles de Noël ensemble et qu'il est temps pour le jour de Noël de venir. Le plan du Docteur réussit, et pendant que le vaisseau se pose en sécurité sur la planète, la fragmentation des nuages libère de la neige qui tombe sur la ville. Tandis que le Docteur ramène le jeune Kazran à son passé, Abigail et le vieux Kazran se réjouissent dans un fiacre attelé au requin.

### Personnages secondaires
- Abigail Pettigrew : Katherine Jenkins
- Kazran / Elliot Sardick : Michael Gambon
- Le copilote : Micah Balfour
- Le capitaine : Pooky Quesnel
- Kazran enfant : Laurence Belcher
- Kazran jeune homme : Danny Horn
- Pilote : Leo Bill
- Garçon et Benjamin : Bailey Pepper
- Benjamin âgé : Steve North
- Isabella : Laura Rogers
- Isabella âgée : Meg Wynn-Owen
- Éric : Nick Malinowski
- Domestique : Tim Plester

### Continuité
- On y voit le Docteur et Kazran Sardick porter un fez, accessoire porté du onzième Docteur et porter la longue écharpe du quatrième Docteur joué par Tom Baker.

- Le vêtement qu'Amy porte dans cet épisode est un uniforme de policier qui a déjà été porté dans le Prisonnier Zéro de même que Rory porte un costume de romain dans les deux épisodes La Pandorica s'ouvre, première partie et La Pandorica s'ouvre, deuxième partie. La photo que River Song trouve dans la maison d'Amy est une photo prise dans cet épisode.

- Contrairement à ce que dit le Docteur, ce n'est pas la première fois qu'il voit une machine à contrôle isomorphique puisque Le Maître avait un tournevis laser à contrôle isomorphique dans Le Dernier Seigneur du temps.

#### Continuité avec le Whoniverse
- Cet épisode se situe après Death of the Doctor de la série The Sarah Jane Adventures. Il a été d'ailleurs expliqué qu'avant cet épisode, le Docteur ayant laissé Amy et Rory en lune de miel sur une lune faite de miel. À la fin de l'épisode, le Docteur est alerté par un signal de détresse émis par Amy, c'est à ce moment que l'épisode Le Fantôme des Noëls passés commence.